# Осмаці (громада)
Осмаці (серб. Општина Осмаци) — боснійська громада, розташована в регіоні Бієліна Республіки Сербської. Адміністративним центром є місто Осмаці.